# Parabullacris vansoni
Parabullacris vansoni är en insektsart som beskrevs av Vitaly Michailovitsh Dirsh 1963. Parabullacris vansoni ingår i släktet Parabullacris och familjen Pneumoridae. Inga underarter finns listade i Catalogue of Life.